# Verbascum geminatum
Verbascum geminatum är en flenörtsväxtart som beskrevs av Josef Franz Freyn. Verbascum geminatum ingår i släktet kungsljus, och familjen flenörtsväxter. Inga underarter finns listade i Catalogue of Life.